# D 310 (Türkei)
|Die Straße D 310 (Devlet yolu 310) ist eine 144 km lange Straße in der Türkei, die Torbalı südlich von İzmir mit Sarigöl verbindet.

## Verlauf
Die Straße nimmt an der Nord-Süd-Achse D 550 (Europastraße 87) ihren Anfang und führt im Tal des Küçük Menderes nach Osten über Bayındır nach Ödemiş und weiter nach Kiraz. Von dort führt sie nach Uluderbent und von dort an der Afşar-Talsperre vorbei in das Gebiet von Sarigöl, wo sie an der Straße D 585 endet.